# Ольмека-шикаланка

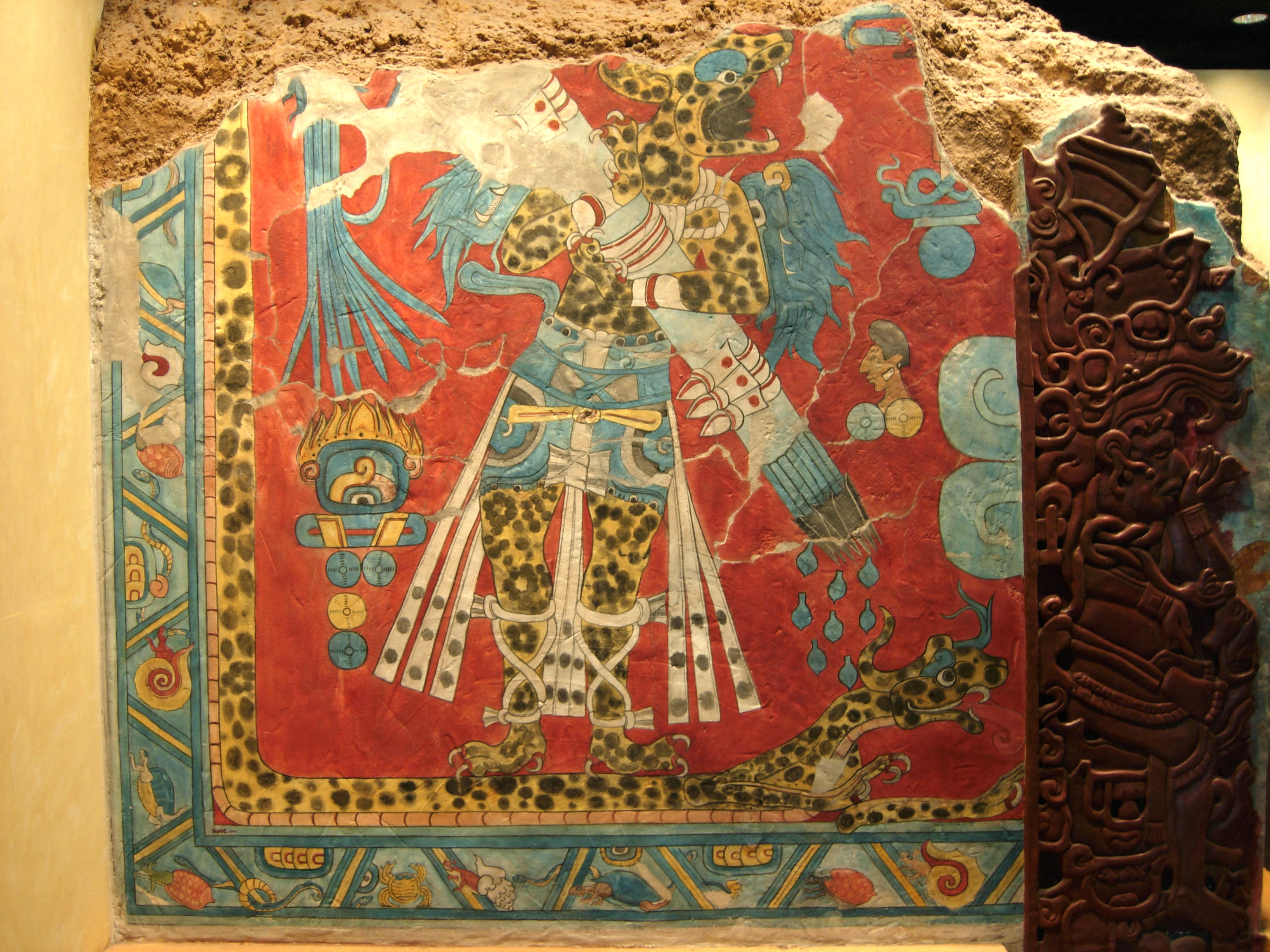
Воїн- ягуар. Фрагмент настінного розпису, культура ольмека-шікаланка, Національний музей антропології (Мехіко)

Ольмека-Шикаланка, Olmeca-Xicalanca - держава або етнічна спільнота, яка існувала в посткласичний період на території мексиканського штату Тлашкала . Скоріше за все центром було місто Какаштла . Хоча іспанські автори називали жителів цієї держави «ольмеками», держава навряд чи має відношення до ольмекської культури, зниклої за тисячоліття до його появи.